# Michel Vandepoorter
Michel Vandepoorter (10 de diciembre de 1949), es un diplomático francés.
Graduado en el Instituto de Estadios Políticos de París, es licenciado en Derecho. Comenzó su carrera al servicio del Ministerio de Asuntos Exteriores en 1973 como asesor jurídico. Después ocupó distintos destinos como miembro de las embajadas de Francia en Bruselas, Túnez y Abiyán. En 1984 regresó al trabajo en el servicio interno del ministerio, representando a Francia en diversas convenciones y acuerdos internacionales, la mayoría relacionados con la política en África y Europa. En 1997 fue destinado a al embajada en Atenas como Primer Consejero, siendo nombrado embajador en Nicaragua en 2000. Desde el 22 de enero de 2008, es embajador en Mauritania.